# Watrous, New Mexico
Watrous är en ort i Mora County i delstaten New Mexico, USA.